# Johannes Tautz
Johannes Tautz (geboren am 30. September 1914 in Koblenz am Rhein; gestorben am 13. März 2008 in Dortmund) war ein deutscher Historiker, Religionswissenschaftler, Anthroposoph, Schriftsteller und Waldorflehrer. Er beschäftigte sich intensiv mit einem besseren Verständnis des Nationalsozialismus und mit Fragen des Lehrerberufs im 20. Jahrhundert.

## Kindheit und Studium
Johannes Tautz und seine jüngere Schwester wuchsen mit dem Vater, einem selbständigen Kaufmann, und der Mutter, einer Bibliothekarin, in Koblenz auf, wo der am Realgymnasium arbeitende Mal- und Zeichenlehrer Gerhard Schnell ihn auf die Anthroposophie aufmerksam machte. Schnell führte in seinem Heim eine private Studiengruppe über Rudolf Steiners Die Rätsel der Philosophie. Durch ihn hörte er einen ersten Vortrag, den Hans Büchenbacher im Koblenzer Cusanus-Zweig hielt.
Johannes Tautz studierte Orientalistik, Religions- und Philosophiegeschichte, „weil dort der nazistische Ungeist noch nicht eingezogen war“. Auf Hebräisch, Griechisch und Sanskrit begann er die spirituellen Schriftwerke im Original zu studieren.
Bei einer Sommertagung in Dornach erlebte er Marie Steiner als Zuschauerin bei einer Aufführung von Albert Steffens Drama Das Todeserlebnis des Manes; Günther Schubert und Erich Schwebsch, dem späteren Waldorfkollegen als Vortragende und eine Aufführung des ersten Mysteriendramas Steiners. 1936 machte er in der Messehalle von Köln eine von Priestern getragene Sommertagung der Christengemeinschaft mit, bei der er Friedrich Rittelmeyer und Emil Bock zum ersten Mal erlebte.
Er wechselte sein Studium von Bonn nach Berlin, wo er dank häufiger Zimmerwechsel den Nachforschungen der Partei entging. Dort galt er als „politisch unzuverlässig“ und bekam nur eine provisorische Studiengenehmigung. Er hörte Nicolai Hartmann, Romano Guardini und Eduard Spranger. Ostern 1937 konnte er eine Ostertagung in Dornach mitmachen und erlebte eine Aufführung des ersten Teils des goetheschen Faust, hörte Rittelmeyer reden und konnte ein privates Gespräch mit ihm führen.
1938/39 setzte Tautz das Studium in Tübingen fort.
Bei Kriegsbeginn wurde Tautz eingezogen, um wegen des Hinweises auf sein nicht beendetes Studium als überzählig wieder entlassen zu werden. Er befasste sich mit der Spätphilosophie Schellings und dissertierte über Schellings philosophische Anthropologie. In dieser Arbeit führte er zwei Zitate Steiners an, was zu einer Stellungnahme gegen die Druckerlaubnis dieser Stellen durch den Reichsamtsleiter Alfred Baeumler an Jakob Wilhelm Hauer führte. Nach längeren Untersuchungen äußerte Baeumler sich folgendermaßen:

„… Es handelt sich in diesen beiden Anmerkungen nicht um die in wissenschaftlichen Arbeiten übliche Anziehung eines Autors, sondern um ein Bekenntnis zum ‚Wirklichkeitsgehalt von Schellings Natur- und Geistesanschauung‘ im Sinne Steiners und um ein Bekenntnis zu einem dunklen ‚Quell‘, unter dem nichts anderes als die Anthroposophie verstanden werden kann. Der plumpe Versuch des Herrn Tautz zeigt, wie notwendig gerade jetzt schärfste Wachsamkeit ist. Die deutschen Universitäten sind nicht dazu da, den Versuch zu unterstützen, die lebendige Entwicklung des deutschen Idealismus durch einen Schelling-Steinerschen Dogmatismus abzustoppen.“

## Kriegsjahre und Neuaufbau der Waldorfschule
Die Kriegsjahre erlebte er als Alpdruck und entschloss sich zum Erzieherberuf: „Im Mitleben und Mitleiden der Zeitereignisse wurde mir bewusst, dass Europa nach dem Kriege eine Frage der Erziehungskunst sein würde, die das Fundament für eine menschenwürdige Gesellschaft vorbereitete“, heißt es in seiner autobiografischen Skizze. Also absolvierte Tautz in Marburg das Staatsexamen.
Nach Ausweitung des Kriegs zum Weltkrieg und dem amerikanischen Kriegseintritt wurde er erneut einberufen, als „nicht kriegsverwendungsfähig“ eingestuft und in eine Schreibstube der Kraftfahrtruppe nach Köln beordert. Hier erlebte Tautz die Bombenteppiche mit den Flächenbränden. 1943 wurde er nach Lemberg versetzt, wo er mit seinem Vorgesetzten, einem Anthroposophen, Rudolf Steiners Selbsterziehungsbuch Wie erlangt man Erkenntnisse der höheren Welten? studierte. Beim Truppenrückzug war er ohne Waffe.
Nach der deutschen Kapitulation geriet Johannes Tautz im Umkreis von Prag abwechselnd in tschechische, amerikanische und sowjetische Gefangenschaft. Im Sommer 1945 gelang ihm die Flucht zu seiner Familie in Bad Boll. In Stuttgart wurde er von Erich Gabert dazu aufgefordert, an der wieder zu eröffnenden Waldorfschule den Deutsch- und Geschichtsunterricht zu übernehmen. Am 1. November 1945 stand er vor seiner ersten neunten Klasse an der Freien Waldorfschule Uhlandshöhe. Es kam zur Begegnung mit seiner ebenfalls promovierten späteren Ehefrau. Sie zogen in den folgenden Jahren drei Söhne auf.

## Begegnung mit Walter Johannes Stein
Bald suchte Johannes Tautz seinen Vorgänger im Geschichtsunterricht der ersten Waldorfschule, Walter Johannes Stein, auf. Tautz berichtet im Prolog seiner 1989 erschienenen Stein-Biographie: „Im August 1951 kam die erste Begegnung in London zustande. Stein, der in England jährlich an die dreihundert Vorträge hielt, hatte sich einige Tage für die Unterredung freigehalten und ging bereitwillig auf die Fragen ein.“ Bei seiner Begegnung mit Walter Johannes Stein in London traf er auch den damaligen Royal-Air-Force-Offizier, der den Bombenangriff auf Köln geleitet hatte.
Die Gespräche mit Stein orientierten und inspirierten seine weitere Tätigkeit als Lehrer, Vortragender und Dozent; als Redner auf nationalen und internationalen Lehrertagungen und im „Haager Kreis“, einem internationalen Kreis von Lehrern. Besondere Anregungen flossen ihm auch von Emil Bock zur christologischen Weltgeschichte und Jürgen von Grone zum deutschen Zeitschicksal und besonders demjenigen von Helmuth von Moltke.
1974 erlitt Tautz einen Herzinfarkt und musste seine schulische Tätigkeit beenden; er widmete sich publizistischen, beratenden und seminaristischen Aufgaben.

## Auseinandersetzung mit dem Nationalsozialismus, Pädagogik und Helmuth von Moltke
Im Jahre 1966 hatte Johannes Tautz drei Vorträge über die geistigen Hintergründe des Nationalsozialismus gehalten, die später unter dem Titel Der Eingriff des Widersachers – Fragen zum okkulten Aspekt des Nationalsozialismus erschienen, in erster Auflage im Jahre 1976 im Verlag Die Kommenden.
Zusammen mit Thomas Meyer besuchte er im Juli 1980 die damals noch lebende Tochter Walter Johannes Steins, Clarissa Johanna Muller, in Irland, wo er Zugang zu dessen Nachlass bekam. Das Typoskript von Steins Dissertation, mit Randbemerkungen Rudolf Steiners, Briefe und Meditationen Steiners für Stein, seine Mutter und den Ersten Weltkrieg auf rätselhafte Weise gefallenen Bruder. Briefe und Aufzeichnungen von Ludwig Polzer-Hoditz, Eliza von Moltke, Ita Wegman, D. N. Dunlop und vielen anderen Persönlichkeiten wurden entdeckt, und es führte 1989 zur Stein-Biographie von Johannes Tautz.
1980 erschien sein aus Vorträgen hervorgegangenes Büchlein Menschheit an der Schwelle. Alle biographischen Schwellenerlebnisse werden in diesen Ausführungen auf die urbildliche Schwelle zwischen der physischen und der geistigen Welt bezogen. Insbesondere wird ein eindringlicher apokalyptischer Blick auf das Ende des Jahrhunderts geworfen.
1993 kam die Mitherausgabe der bis dahin nur privat zirkulierenden und partiell bekannten Aufzeichnungen Rudolf Steiners für Eliza von Moltke mitsamt den Postmortem-Mitteilungen und den Briefen an Helmuth von Moltke. Der Entschluss zu dieser Publikation war, um einer drohenden Partialpublikation ohne sachgemäße Kommentierung zuvorzukommen. Vorläufer dazu waren bereits in dem Buch Der Speer des Schicksals von Trevor Ravenscroft enthalten, jedoch in Tautzens Auffassung „ohne den nötigen Erkenntnisschutz für die tiefgreifende und für das Verständnis schwierige Materie“.
Die letzte Veröffentlichung Lehrerbewusstsein im 20. Jahrhundert – Erlebtes und Erkanntes erschien 1995. Neben einer autobiographischen Darstellung des Lebensweges bietet sie einen Rückblick auf die gesamte Schulbewegung seit 1919, mit Kurzporträts der in ihr führend tätigen Persönlichkeiten.

## Schriften
- Der Eingriff des Widersachers. Fragen zum okkulten Aspekt des Nationalsozialismus. Die Kommenden, Freiburg im Breisgau 1976; Neuauflage: Perseus, Basel 2008, ISBN 978-3-907564-54-7.
- hrsg. mit Gisbert Husemann: Der Lehrerkreis um Rudolf Steiner in der ersten Waldorfschule 1919–1925. Lebensbilder u. Erinnerungen. Hrsg. vom Lehrerkollegium der Freien Waldorfschule Stuttgart-Uhlandshöhe durch Gisbert Husemann und Johannes Tautz. Freies Geistesleben, Stuttgart 1977, ISBN 3-7725-0669-0.
- Menschheit an der Schwelle. Die apokalyptische Sprache des Jahrhunderts. Urachhaus, Stuttgart 1980, ISBN 3-87838-279-0.
- Walter Johannes Stein. Eine Biographie. Philosophisch-Anthroposophischer Verlag, Dornach 1989, ISBN 3-7235-0484-1.
- Lehrerbewußtsein im 20. Jahrhundert. Erlebtes und Erkanntes. Verlag am Goetheanum, Dornach 1995, ISBN 3-7235-0747-6.